# Ліммен
Ліммен (нід. Limmen) — село в нідерландській провінції Північна Голландія. Входить до муніципалітету Кастрікюм.
Його площа — 9,15 км², а населення станом на 2021 рік становило 7635 осіб.
До початку 2002 року мало статус окремого муніципалітету.

## Галерея

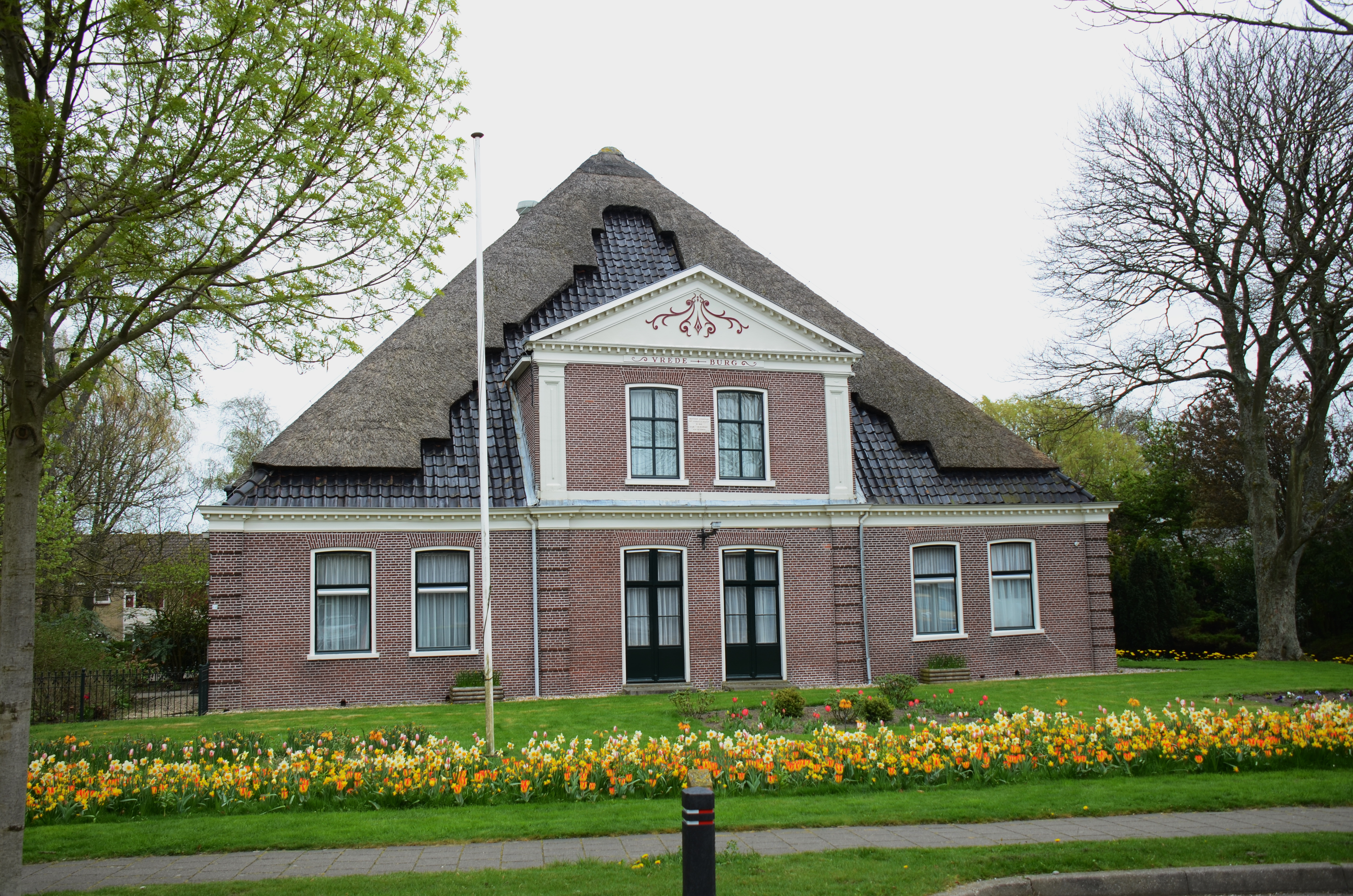
Ферма в Ліммені
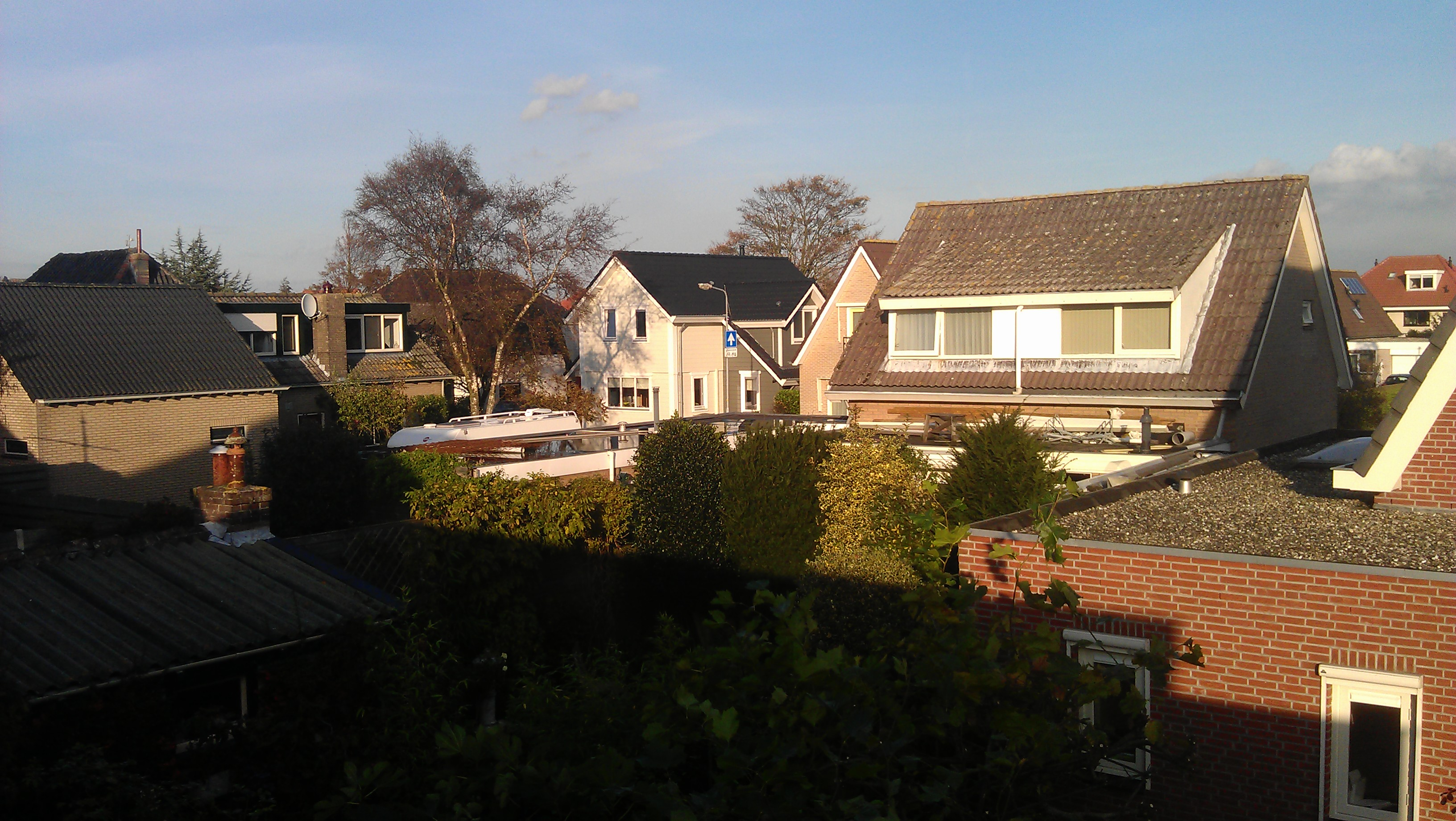
Сільська забудова
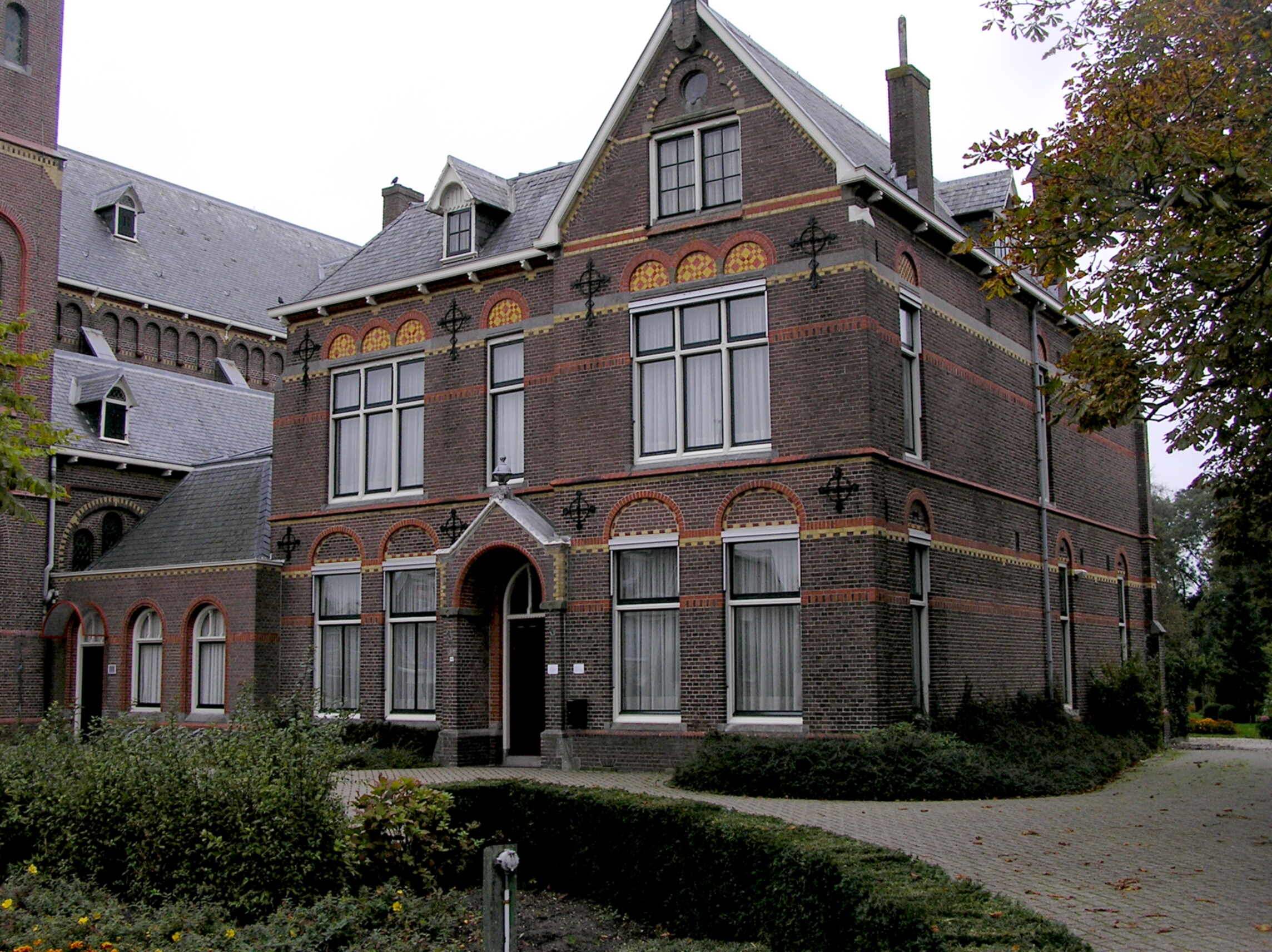
Будинок почту
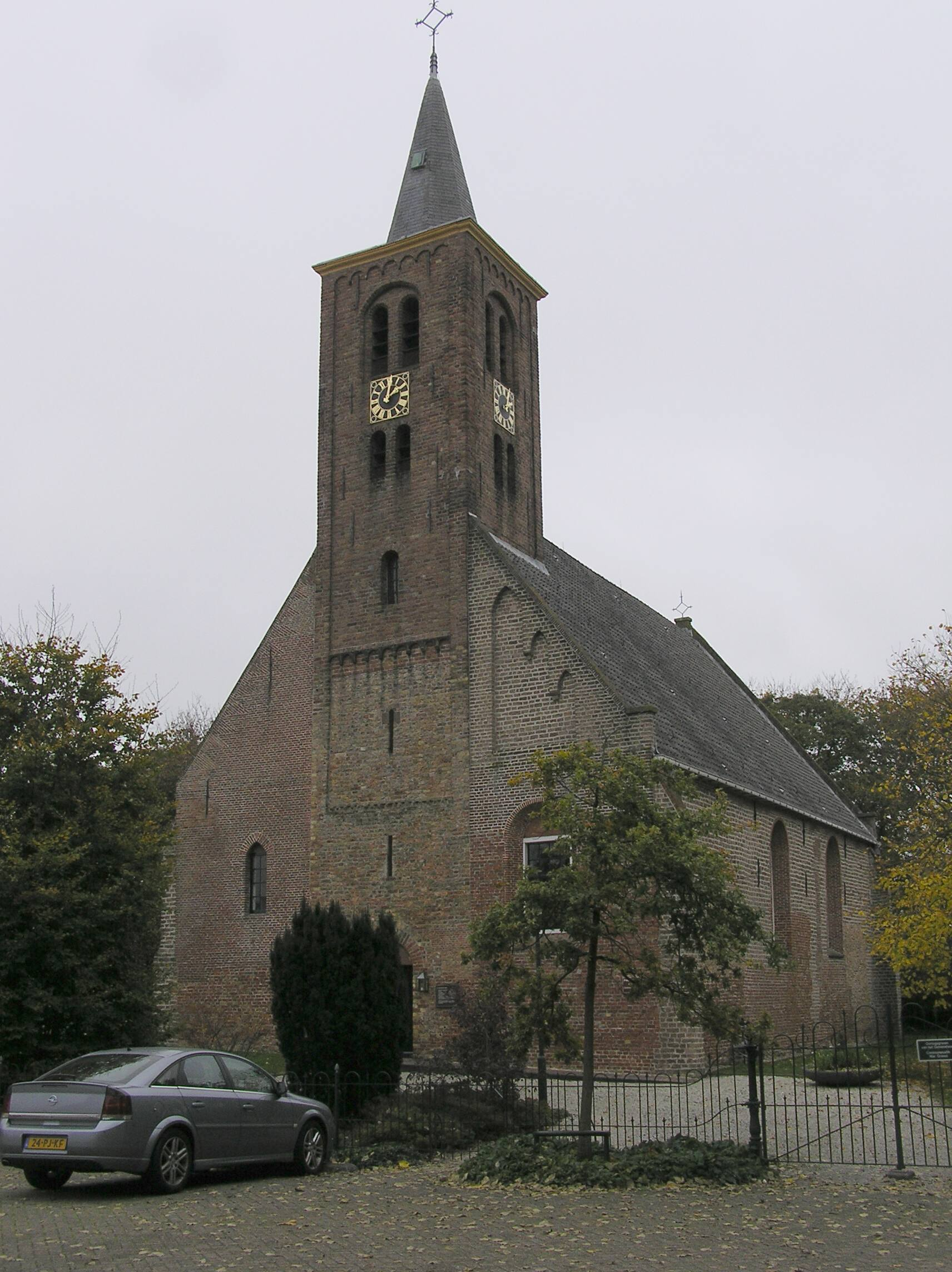
Реформістська церква